# Barbouria
Barbouria é um género de crustáceo da família Barbouriidae.
Este género contém as seguintes espécies:
- Barbouria cubensis